# 龙飞 (演员)
龙飞（Lung Fei，本名：周新贵，1943年1月22日—）是一位台灣电影演員、動作指導。

## 生平
出生于1943年，后来在机遇巧合下成为了灯光师，后被黄志明发掘，成为一名演员。
经常活跃在港台电影中，担任演员或者是动作指导，并多次在影视作品中饰演反派角色，比较出名的是出演《独臂拳王》里的日本人，其特点是小胡子。现已退出影视圈。

## 外部連結
- 龙飞在互联网电影资料库（IMDb）上的資料（英文）
- 龙飞在香港影庫上的簡介
- 豆瓣链接 （页面存档备份，存于）